# Fonologia storica del nesso inglese /wh/
La pronuncia del digramma WH si è modificata nel corso della storia della lingua inglese, e ancora ogi varia tra i diversi dialetti. Infatti è spesso pronunciato come /w/, ma le varietà più conservatrici utilizzano /hw/. Inoltre, prima di vocali arrotondate, come in who e whole, è spesso pronunciato /h/. Quest'ultima pronuncia è dovuta a un fenomeno di semplificazione avvenuto anche nell'inglese antico e che avrebbe prodotto la parola how; avvenne più tardi nelle parole con who- poiché prima contenenti una vocale differente, che quindi impediva tale fenomeno. 
Storicamente il digramma viene normalmente pronunciato /hw/, ma in molte varietà è passato a /w/, per il fenomeno della convergenza wine-whine. Laddove venga mantenuta l'opposizione si trascrive generalmente ʍ, equivalente a una consonante sorda [w̥] o [hw̥].

## Origini del gruppo
I linguisti ritengono che il gruppo "wh" si sia originato dalla consonante protoindoeuropea *kʷ. Per il fenomeno della legge di Grimm, le consonanti occlusive sorde si fricativizzarono quasi ovunque nel passaggio alle lingue germaniche. Dunque l'occlusiva labializzata velare *kʷ probabilmente passò prima nel protogermanico arcaico una fricativa velare labializzata, *xʷ, che si sarebbe poi evoluta in *[ʍ] nella fase principale della proto-lingua. Il suono appariva nella lingua gotica ed era scritto dal simbolo hwair; in inglese antico si preferì la scrittura HW. In medio inglese si passò a WH, senza mutazioni della pronuncia [ʍ], che in alcuni dialetti permane ancora.
Le parole interrogative proto-indoeuropee normalmente cominciavano con *kʷ, e questo si riflette in inglese (who, which, what, when, where) dove queste spesso iniziano per WH. 

## Labializzazione di /h/ e delabializzazione di /hw/
Nel XV secolo, /h/ si labializzò davanti a vocale arrotondata, per esempio /uː/ o /oː/, e passò alla scrittura con WH. Questo non avvenne in tutte le varietà.
Più tardi in moltisime /hw/ retrocesse a /h/ negli stessi contesti (a prescindere dalla pronuncia delle epoche precedenti); in altre fu /h/ a cadere, lasciando /w/. 
- who - /huː/ (antico hwā)
- whom - /huːm/ (antico hwǣm)
- whose - /huːz/ (antico hwās)

Nel Kent, 'home' è pronunciata /woʊm/, perché la /h/ fu labializzata in /hw/ davanti a /oʊ/, e più tardi la varietà è stata colpita dall'elisione di acca.

## Labiodentalizzazione
Il fenomeno causa la fusione di /hw/ con la fricativa labiodentale sorda /f/. Si ritrova in alcuni dialetti della lingua scots e in inglese irlandese influenzato da un sostrato di gaelico irlandese. Nei primi si ottengono dunque pronunce come:
- whit ("what") - /fɪt/
- whan ("when") - /fan/

Whine e fine sono dunque omofoni: /fain/.

## Convergenzawine-whine

L'area in viola sulla mappa indica le zone degli Stati Uniti meridionali dove l'opposizione tra //hw// e //w// è più sentita. Nel resto del paese i fonemi sono solitamente fusi.

La convergenza wine-whine è un fenomeno per cui il gruppo sordo /hw/ si semplifica in un sonoro /w/. È avvenuto nella stragrande maggioranza delle varietà inglesi; la consonante risultante è di norma [w], ma talvolta, per ipercorrettismo, [hw̥].
La cosa è sostanzialmente totale in Inghilterra, Galles, Indie occidentali, Australia, Nuova Zelanda, Sudafrica, gran parte di Canada e Stati Uniti. Nei loro accenti le coppie wine/whine, wet/whet, weather/whether, wail/whale, Wales/whales, wear/where, witch/which ecc. sono omofone. Ciò non accade però in Scozia, Irlanda e in aree statunitensi e canadesi. Il fenomeno (o la sua assenza) non è normalmente stigmatizzato, eccezion fatta per coloro che parlano in modo altamente conscio, anche se il programma televisivo americano King of the Hill ridicolizza questa caratteristica facendo usare a un personaggio, Hank Hill, un ipercorretto [hw̥]. Simile cosa si riscontra in episodi dei Griffin, dove Brian si scoccia estremamente per l'enfasi che Stewie pone sui suoni /hw/ pronunciando Cool Whip e Wil Wheaton. 
Secondo Labov, Ash, and Boberg (2006: 49), nonostante ci siano regioni statunitensi, soprattutto a sud-est, dove i parlanti che non applichino la fusione sono numerosi quanto gli applicanti, non vi sono aree dove l'opposizione tenda a prevalere. Questa tendenza regionale è rappresentata in un'altra serie televisiva americana, House of Cards, dove il politico della Carolina del Sud Frank Underwood utilizza in modo appariscente la distinzione. Tra USA e Canada, in un sondaggio, l'83% dei parlanti afferma di fondere completamente, mentre il 17% mantenevano in diverse misure tracce del contrasto fonematico. 
La convergenza wine-whine, sebbene presente nell'Inghilterra meridionale già nel XIII secolo, venne considerata sbagliata nel linguaggio formale fino al tardo XVIII secolo. Laddove alcuni parlanti della Received Pronunciation fanno ancora uso di /hw/, quasi tutti gli accenti inglesi, gallesi, australiani e indiani occidentali hanno soltanto /w/.
| \| /w/ \| /hw/ \| IPA \| Note \| \| ------------ \| ------- \| -------------- \| ---------------------------- \| \| wack \| whack \| ˈwæk \| \| \| wail \| whale \| ˈweɪl \| \| \| wails \| whales \| ˈweɪlz \| \| \| wale \| whale \| ˈweɪl, ˈweːl \| \| \| wales \| whales \| ˈweɪlz, ˈweːlz \| \| \| Wales \| whales \| ˈweɪlz, ˈweːlz \| \| \| wang \| whang \| ˈwæŋ \| \| \| ware \| where \| ˈwɛː(r), ˈweːr \| \| \| watt \| what \| ˈwɒt \| \| \| way \| whey \| ˈweɪ \| \| \| wear \| where \| ˈwɛː(r), ˈweːr \| \| \| weather \| whether \| ˈwɛðə(r) \| \| \| weigh \| whey \| ˈweɪ \| Con convergenza wait-weight. \| \| we'll \| wheel \| ˈwiːl \| \| \| wen \| when \| ˈwɛn \| \| \| were (man) \| where \| ˈwɛː(r), ˈweːr \| \| \| were (to be) \| whir \| ˈwɜː(r) \| \| \| wet \| whet \| ˈwɛt \| \| \| wide \| why'd \| ˈwaɪd \| \| \| wield \| wheeled \| ˈwiːld \| \| \| wig \| whig \| ˈwɪɡ \| \| \| wight \| white \| ˈwaɪt \| \| \| Wight \| white \| ˈwaɪt \| \| \| wile \| while \| ˈwaɪl \| \| \| wine \| whine \| ˈwaɪn \| \| \| wind \| whined \| ˈwaɪnd \| \| \| wined \| whined \| ˈwaɪnd \| \| \| wire \| why're \| ˈwaɪə(r) \| \| \| wise \| why's \| ˈwaɪz \| \| \| witch \| which \| ˈwɪtʃ \| \| \| wither \| whither \| ˈwɪðə(r) \| \| \| woe \| whoa \| ˈwoʊ, ˈwoː \| \| \| word \| whirred \| ˈwɜː(r)d \| \| \| world \| whirled \| ˈwɜː(r)ld \| \| \| wy \| why \| ˈwaɪ \| \| |         |                |                              |
| /w/ | /hw/    | IPA            | Note                         |
| wack | whack   | ˈwæk           |                              |
| wail | whale   | ˈweɪl          |                              |
| wails | whales  | ˈweɪlz         |                              |
| wale | whale   | ˈweɪl, ˈweːl   |                              |
| wales | whales  | ˈweɪlz, ˈweːlz |                              |
| Wales | whales  | ˈweɪlz, ˈweːlz |                              |
| wang | whang   | ˈwæŋ           |                              |
| ware | where   | ˈwɛː(r), ˈweːr |                              |
| watt | what    | ˈwɒt           |                              |
| way | whey    | ˈweɪ           |                              |
| wear | where   | ˈwɛː(r), ˈweːr |                              |
| weather | whether | ˈwɛðə(r)       |                              |
| weigh | whey    | ˈweɪ           | Con convergenza wait-weight. |
| we'll | wheel   | ˈwiːl          |                              |
| wen | when    | ˈwɛn           |                              |
| were (man) | where   | ˈwɛː(r), ˈweːr |                              |
| were (to be) | whir    | ˈwɜː(r)        |                              |
| wet | whet    | ˈwɛt           |                              |
| wide | why'd   | ˈwaɪd          |                              |
| wield | wheeled | ˈwiːld         |                              |
| wig | whig    | ˈwɪɡ           |                              |
| wight | white   | ˈwaɪt          |                              |
| Wight | white   | ˈwaɪt          |                              |
| wile | while   | ˈwaɪl          |                              |
| wine | whine   | ˈwaɪn          |                              |
| wind | whined  | ˈwaɪnd         |                              |
| wined | whined  | ˈwaɪnd         |                              |
| wire | why're  | ˈwaɪə(r)       |                              |
| wise | why's   | ˈwaɪz          |                              |
| witch | which   | ˈwɪtʃ          |                              |
| wither | whither | ˈwɪðə(r)       |                              |
| woe | whoa    | ˈwoʊ, ˈwoː     |                              |
| word | whirred | ˈwɜː(r)d       |                              |
| world | whirled | ˈwɜː(r)ld      |                              |
| wy | why     | ˈwaɪ           |                              |

## Aspetti fonologici
Negli accenti che conservino il contrasto, il digramma WH delle parole come "whine" (precisamente della serie di WHINE) a livello fonetico viene analizzato sia come un gruppo consonantico /hw/ che come un fonema singolo: /ʍ/, essendo talvolta realizzato effettivamente come un fono singolo [ʍ]. Lo si ritiene un fono singolo soprattutto perché /h/ non forma gruppi tranne che /hj/, come in 'hue' /hjuː/, ma questa si può analizzare come una /h/ e il dittongo /juː/ piuttosto che due consonanti. I fautori della teoria del gruppo consonantico si argomentano principalmente affermando che:
- la prova del fono singolo non convince: solo /s/ e /r/ costruiscono molti gruppi diversi, mentre /ʃ/, ad esempio, forma soltanto /ʃr/, esclusi i prestiti dalla lingua Yiddish;
- anticamente vi erano altri gruppi (/hn, hr, hl/), di cui rimarrebbe appunto solo /hw/;
- i parlanti percepiscono la presenza di due consonanti.